# Thao Ma
Brigadeiro-general Thao Ma (1931–1973) foi uma figura militar e política do Laos durante a Guerra Civil Laociana e da Guerra do Vietnã (também conhecida como Segunda Guerra da Indochina). Thao Ma começou sua carreira militar como paraquedista no Exército da União Francesa, quando a França administrava o Reino do Laos. Transferiu-se para a aviação, primeiro como piloto de transporte, depois como piloto de caça-bombardeiro. De 1959 a 1966, Thao Ma foi o comandante da Força Aérea Real do Laos e era conhecido por seu carisma e agressividade. No entanto, sua dedicação às virtudes militares o colocou em desacordo com outros generais laocianos que estavam envolvidos no tráfico de drogas. Como resultado, promoveu três tentativas inúteis de assumir o controle das forças armadas laocianas e do governo real do Laos. Durante a última dessas tentativas golpistas, em agosto de 1973, ele foi executado sem julgamento aos 42 anos.